# عبد العزيز مشري
عبد العزيز بن صالح المشري (و. الباحة رجب 1374ھ فبراير 1955م، ت. جدة صفر 1421ھ مايو 2000م،) هو صحافي وتشكيلي وأديب روائي وقاص سعودي.
تفرغ للقراءة الذاتية والرسم والكتابة الإبداعية مبكراً، حيث أعاقته ظروفه الصحية عن استكمال دراسته أو الانتظام في عمل وظيفي، تميز بغزارة الإنتاج وتنوع الاهتمامات الأدبية ‹القصة، الرواية، الشعر،› والفنية ‹الخط، والرسم ومختلف فنون التشكيل والموسيقا،› وقد نشر أعماله في الصحف والمجلات السعودية، والعديد من المجلات العربية. وقد جرى تكريمه من قبل الجمعية العربية السعودية للثقافة والفنون ‹فرع منطقة الباحة› قبيل وفاته، وقد أصدر أصدقاؤه بهذه المناسبة كتاباً توثيقياً لمسيرته الإبداعية، بعنوان «ابن السروي.. وذاكرة القرى» وقد حوى عدداً كبيراً من أهم الدراسات النقدية التي تناولت أعماله، كما ضم حواراً شاملاً عن حياته وإبداعه ورؤاه الثقافية والاجتماعية.

## مسيرته

### طفولته
ولد عبد العزيز بن صالح بن محمد المشري الآزدي الغامدي في بلدة محضرة بمنطقة الباحة الواقعة جنوب مدينة الطائف في المملكة العربية السعودية. وعاش في البيت القديم، اللوزة، وفي الغرفة التي خصّصها له جدُّه، الإطلالة على الحصون، والحقول الزراعية التي جسّد عبد العزيز روائحها الخضراء لاحقا في سردياته، والبكاء على أطلالها، في قصصه ورواياته.
منذ طفولته المدرسية، كان عبد العزيز أنيقاً وجاداً، وودوداً، ومحباً للقراءة، والإبداع، وللحياة المنفتحة على جماليات ما يمكن للإنسان أن يقبض عليه من لفتات التأمل، وجذوة المعنى، ومن التوق العفوي العارم لعيشٍ أكثر عذوبة وجمالاً.

### عمله
شارك عبد العزيز مشري في تحرير الملحق الأدبي لجريدة اليوم «المربد» من عام 75- 82م، وأسهم بالكتابة الأدبية والاجتماعية في مختلف الصحف السعودية، وقد أصدر أصدقاؤه وعلى رأسهم الشاعر علي الدميني بعد وفاته مجموعة مجلدات تحتوي على جميع أعماله الأدبية 2010 م

### أدبه
في سنواته البعيدة في الصبى، فُتن بالكتاب والكتابة، والرسم، والخط، ومحبة التأليف، وأقدم على مغامرة كتابه الأول وأصدره تحت عنوان «باقة من تاريخ أدب العرب»، وكان يومها في الصف الثاني المتوسط! بيد أن تلك الخطوة المغامِرَة الأولى قادته للانهمام بالحرف والكلمة، والمضي إلى مسارات الكتابة الجديدة، حين غادر قريته ليدخل في مناخ جريدة اليوم وكُتّابها في الدمام، وليُصدر بعد ذلك مجموعته القصصية الأولى تحت عنوان «موت على الماء» خلال عام 1399هـ 78م وقد لقيت أصداءً جيدة من القراء والنقاد، وأثّثت موقعه المبكر كأحد كتاب «القنطرة الذهبية» الذين اسهموا بتجربتهم القصصية في انتقال القصة القصيرة في المملكة، من المرحلة الكلاسيكية والرومانسية إلى فضاءات متعددة تنتظمها رؤية«الواقعية النقدية» والتجريب الحداثي. كما أن تلك المجموعة القصصية قد غدت حجراً تأسيسياً قبس منها عبد العزيز أسرار اهتماماته وتميزه الإبداعي التالي، رؤية وتشكيلاً، وجعلت من مثابرته على كتابة الرواية أنموذجاً رمزياً، وأباً معاصراً لولاداتها العصيّة في زمن القحط، ومناخاً خصباً ومحرضاً لجيل جديد من الروائيين السعوديين الذين اقترفوا -على هدى خطواته - مكابدة متعتها ومتاعبها وجمالياتها في حياتنا الثقافي

### مرضه
- تزوج في عام 80م من السيدة «ناهد»، وهي مواطنة أردنية من أصل فلسطيني، وأهداها مجموعته القصصية الثانية «أسفار السروي»، وحيث لم ينجبا في عام 90م نظراً لظروفه الصحية، فقد اختار ‹بطريقة نبيلة› أن ينفصلا بالتراضي بينهما، ليتيح لها فرصة الزواج والإنجاب، وكان له ما أراد.
- أصيب بمرض السكري " في وقت مبكر من حياته، وأدّت مضاعفات المرض، والعقاقير الطبية مع مرور الزمن إلى التأثير على البصر، واختلال توازن حركة المشي، والفشل الكلوي واضطراره لغسيل الدم" الديلزة " ثلاث مرات في الأسبوع، وكذلك تعرضه لضغط الدم.
- أجريت له عملية لزراعة الكلى، في مستشفى الملك فهد بجدة، في النصف الأول من عام 1993م، وساعده نجاحها على استعادة تألقه وإبداعه في السنوات الست الأخيرة من عمره، ولكن «الغرغرينا» بدأت بغزو أطرافه، فتم بتر إصبع من يده اليسرى، ثم بترت القدم اليمنى، وبعدها تفاقم الحال حتى تم بتر ساقه اليسرى كاملة.

### وفاته
توفي عبد العزيز مشري مستشفى الملك فهد التخصصي بجدة، يوم الأحد، الساعة السادسة إلا ربع مساءً، بتاريخ الثاني من صفر لعام 1421ھ الموافق للسابع من شهر مايو عام 2000م، وقد ووري جثمانه الثرى بمقبرة الفيصلية في جدة بمنطقة مكة المكرمة عن عمر ناهز 45 عاماً.

## أثره

### قصص
- موت على الماء ‹النادي الأدبي بالرياض، عام 1400ھ 79م›
- أسفار السروي ‹نادي القصة السعودي، عام 1406ھ 86م›
- الزهور تبحث عن آنية ‹نادي جازان الأدبي، 1407ھ 87م›
- بوح السنابل ‹نادي الطائف الأدبي، 1408ھ 87م›
- أحوال الديار ‹النادي الثقافي الأدبي بجدة، 1414ھ 93م›
- جاردينيا تتثاءب في النافذة ‹إصدار خاص، 1419ھ 98م›

### روايات
- كتاب مكاشفات السيف والوردة ‹سيرة أدبية، نادي أبها الأدبي، 1417ھ 96م›
- الغيوم ومنابت الشجر ‹مختارات فصول المصرية 1410ھ 89م›
- ريح الكادي ‹المؤسسة العربية للدارسات والنشر، 1413ھ 92م›
- الحصون ‹دار الأرض بالرياض، 1413ھ 92م›
- صالحة ‹مختارات فصول المصرية، 1417ھ 96م›
- الوسمية ‹دار شهدي، القاهرة، 1405ھ 84م›
- في عشق حتى ‹المؤسسة العربية للدراسات والنشر، 1417ھ 96م›
- المغزول ‹أصدرها أصدقاؤه بعد وفاته، 1423ھ أواخر 2005م›

وقد جمع صديقه الشاعر علي الدميني مع مجموعة من أصدقائه جميع ما كتب في مجلدات تحت مسمى الأعمال الكاملة لعبدالعزيز مشري احتوت على كل أعماله الأدبية في الرواية والقصة والمقالات وكذلك رسوماته 2010 م

### مخطوطات
- باقة من أدب العرب ‹وهو عبارة عن مختارات تأسيسية من نصوص التراث العربي، عام 1393ھ 73م›
- القصة القصيرة في المملكة ‹تضمنت بعض قراءاته النقدية وتأملاته عنها›
- ترنيمة ‹نصوص شعرية›

كما ترك عدداً كبيراً من اللوحات الزيتية والرسومات المخطوطة بالحبر، ويطمح أصدقاؤه إلى طباعتها في كتاب.

### وصلات
- هنا استعراض لبعض كتبه